# Hemipneustidae
De Hemipneustidae zijn een familie van uitgestorven zee-egels uit de orde Holasteroida.

## Geslachten
- Hemipneustes L. Agassiz, 1835 †
- Medjesia Jeffery, 1997 †
- Opisopneustes Gauthier, 1889 †
- Plesiohemipneustes Smith & Wright, 2003 †
- Toxopatagus Pomel, 1883 †